# Кантаридин
Кантаридин — органическое соединение, яд небелковой природы. Действующее начало ядовитой гемолимфы представителей семейства жуков-нарывников (Meloidae): маек (Meloe), шпанских мушек (Lytta) и нарывников (Mylabris), также носители этого яда описаны в семействе жуков-усачей — усач красногрудый дутый (Phymatodes testaceus) и Certallum ebulinum. В теле насекомых содержится до 5 % кантаридина.

## Свойства
Кристалличен, tпл 218 °C; плохо растворим в воде, хорошо — в жирах и маслах. 

## Синтез
Относительная простота структуры кантаридина и отсутствие энантиомеров сделали его заманчивой, но трудноуловимой целью для синтеза. Попытки синтеза путем [4 + 2] циклоприсоединения между фураном и 2,3-диметилмалеиновым ангидридом были сделаны еще в 1920-х годах, однако были неудачными. Тогда, предположительной причиной этого стали как электронные, так и стерические затруднения.
Позже, в 1951 году американский химик Сторк Гилберт успешно синтезировал кантаридин. Хотя синтез оказался линейным и логичным, он также был крайне громоздким.
В 1976 году, Вильямом Даубеном был предложен крайне простой, по сравнению с предыдущими, метод синтеза. Он заключался в реакции Дильса-Альдера при 15кБар, между фураном и 2,5-дигидротиофен-3,4-дикарбоновым ангидридом, затем разделении полученных экзо- и эндо- изомеров и, наконец, гидрировании экзо-аддукта на никеле Ренея.

## Токсичность
ЛД50 1 мг/кг (кошки, собаки; внутривенно), 40—80 мг/кг (человек, перорально). Обладает кожно-нарывным действием. При попадании гемолимфы жуков на кожу поражаются устья фолликул с образованием крупных волдырей. Попадание кантаридина в пищеварительный тракт ведёт к быстро развивающейся интоксикации. На вскрытии отмечается резкая гиперемия слизистых покровов, образование язв и очагов геморрагии. При попадании экстракта кантариды на кожу возникает сильнейшее раздражение, боль, жжение, появляются пузыри, как от ожога. Пыль истолчённых кантарид очень сильно раздражает и обжигает дыхательные пути. При попадании внутрь — боли в животе, рвота, моча с кровью, острое воспаление почек, развитие почечной недостаточности. Диффузные очаги поражения обнаруживаются в печени и почках. Наблюдаемые застойные явления в ЦНС обусловливают нарушения условно-рефлекторной деятельности и развитие параличей у человека и экспериментальных животных.

## Применение в медицине
Как наружное средство (контагиозный моллюск, бородавки).

### Клинические испытания (контагиозный моллюск)
В одном из клинических испытаний (рандомизированное двойное слепое плацебо-контролируемое) приняли участие 262 человека в возрасте от 2 до 60 лет. Кантаридин применяли 4 раза с интервалом в 21 день. К 84 дню у 54% пациентов исчезли все леченные кантаридином узелки, по сравнению с 13% получавших плацебо.